# تحليل نفسي بين الذوات
ظهر مصطلح " توافق الذوات" فيالتحليل النفسي من أعمال جورج أتوود وروبرت ستولورو [الإنجليزية] (1984)، اللذين يعتبرونه "ميتا-نظرية" في علم النفس التحليلي. يقترح نهج التحليل النفسي بين الذوات (بالإنجليزية: Intersubjective psychoanalysis) أنه يجب النظر إلى جميع التفاعلات بشكل سياقي؛ فلا يمكن اعتبار التفاعلات بين المريض / المحلل أو الطفل / الأبوين على أنها منفصلة عن بعضها بعضاً، بل يجب النظر إليها دائمًا باعتبارها تؤثر بشكل متبادل فيما بينها. ويعود هذا المفهوم الفلسفي إلى "المثالية الألمانية" والظواهرية.

## أسطورة العقل المنعزل
اتجاهات النهج النفسي العابر للذات اتهمت النهج النفسي التحليلي التقليدي أو الكلاسيكي بوصف الظواهر النفسية على أنها "خرافة العقل المعزول" (أي أنها تأتي من داخل المريض). وقد انتقد المحلل النفسي والفيلسوف جون ميلز هذا الاتهام باعتباره تفسيرًا خاطئًا لنظرية فرويدية. ومع ذلك، يؤكد النهج النفسي العابر للذات على أن الظواهر النفسية هي سياقية وتتأثر بالتفاعل بين المحلل والمحلل.

## الشخصيات الرئيسية
يعتبر هاينز كوهوت بشكل عام رائدًا في المناهج العلائقية والذاتية. ومن المساهم،ين البارزين بعده ستيفن إيه ميتشل، وجيسيكا بنيامين، وبرنارد براندشافت، وجيمس فوسشاج، ودونا إم أورانج، وأرنولد موديل، وتوماس أوغدن، وأوين رينيك، وهارولد سيرلز [الإنجليزية]، وكولوين تريوارثين، وإدغار إيه ليفنسون، وجيه آر جرينبيرج، وإدوارد آر . ريتفو [الإنجليزية]، وبياتريس بيب [الإنجليزية]، وفرانك إم لاكمان، وهربرت روزنفيلد [الإنجليزية]، ودانييل ستيرن